# Maywood Park
Maywood Park és una població dels Estats Units a l'estat d'Oregon. Segons el cens del 2000 tenia 777 habitants.

## Demografia
Segons el cens del 2000, Maywood Park tenia 777 habitants, 306 habitatges, i 224 famílies. La densitat de població era de 1.764,7 habitants per km².
Dels 306 habitatges en un 27,8% hi vivien nens de menys de 18 anys, en un 60,1% hi vivien parelles casades, en un 9,5% dones solteres, i en un 26,5% no eren unitats familiars. En el 20,9% dels habitatges hi vivien persones soles el 9,5% de les quals corresponia a persones de 65 anys o més que vivien soles. El nombre mitjà de persones vivint en cada habitatge era de 2,54 i el nombre mitjà de persones que vivien en cada família era de 2,92.
Per edats la població es repartia de la següent manera: un 20,2% tenia menys de 18 anys, un 6,2% entre 18 i 24, un 25,7% entre 25 i 44, un 32,8% de 45 a 60 i un 15,1% 65 anys o més.
L'edat mediana era de 44 anys. Per cada 100 dones de 18 o més anys hi havia 90,2 homes.
La renda mediana per habitatge era de 56.250$ i la renda mediana per família de 61.750$. Els homes tenien una renda mediana de 39.821$ mentre que les dones 36.071$. La renda per capita de la població era de 26.472$. Cap de les famílies i l'1,7% de la població estaven per davall del llindar de pobresa.

## Poblacions properes
El següent diagrama mostra les poblacions més properes.